# Catherine Sedley
Catherine Sedley (21 décembre 1657 – 26 octobre 1717), comtesse de Dorchester et comtesse de Portmore, fille de Charles Sedley, 5e baronnet, est la maîtresse du roi Jacques II d'Angleterre à la fois avant et après son accession au trône.
Elle est faite comtesse de Dorchester à vie en 1686, une promotion qui suscitée beaucoup d'indignation et contraint Catherine à résider pendant un certain temps en Irlande. En 1696, elle épouse David Colyear (1er comte de Portmore), qui est fait comte de Portmore en 1703 et elle est la mère de Charles Colyear, 2e comte de Portmore. Elle meurt à Bath le 26 octobre 1717 et, avec elle, sa pairie à vie disparait.
Lady Dorchester a une fille de Jacques II, Catherine Darnley († 1743), qui épouse James Annesley (3e comte d'Anglesey), et après sa mort, épouse John Sheffield, 1er duc de Buckingham et Normanby. Par Catherine, la fille de son premier mari, elle est l'ancêtre des barons Mulgrave et des sœurs Mitford.

## Sources
- « 1911encyclopedia.org », sur 1911encyclopedia.org (consulté le 1er janvier 2024)